# Michiel Hillen van Hoogstraten

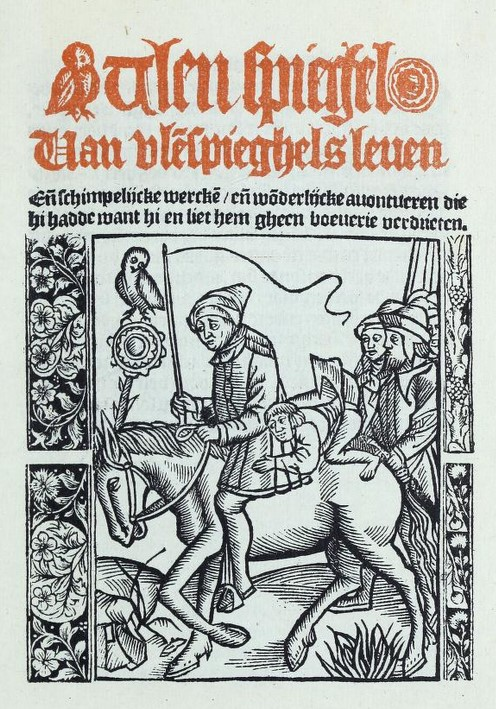
Titelblad van de eerste Nederlandstalige Uilenspiegel, 1525-1546

Michiel Hillen van Hoogstraten  (Hoogstraten, circa 1476 – Antwerpen, 22 juli 1558) was een Antwerpse drukker, uitgever, boekverkoper en boekbinder. Zijn uitgaven van de bijbel waren bij de eerste Nederlandstalige die werden gepubliceerd in de Lage Landen. Hij is ook bekend van de allereerste Nederlandstalige versie van het verhaal van Tijl Uilenspiegel. Michiel Hillen van Hoogstraten wordt beschouwd als de belangrijkste uitgever van de eerste helft van de 16de eeuw in en rond Antwerpen.

## Levensloop
Michiel Hillen van Hoogstraten was de zoon van Jan Hillen en Catharina Dibbouts en werd geboren tussen 1470 en 1485 in Hoogstraten, ten noorden van Antwerpen. Dit verklaart waarom hij later de woorden van Hoogstraten aan zijn familienaam Hillen heeft toegevoegd. Zijn ouders hadden enkele bezittingen in zijn woonplaats.
Hillen werd actief in Antwerpen in 1506, officieel als boekbinder. Hij opereerde ook als boekdrukker, uitgever en boekverkoper. In 1508 werd hij geregistreerd als burger van Antwerpen. Hij had zijn drukkerij in de buurt van de Onze-Lieve-Vrouwekathedraal. In 1518 kocht hij een huis aan de Cammerstraat met de naam "In den Rape". 
Na de dood van zijn zoon Johannes droeg Hillen zijn drukkerij in 1546 over aan zijn schoonzoon Joannes Steels. Deze was getrouwd met zijn dochter Margareta. Michiel Hillen stierf op 22 juli 1558.

## Werken

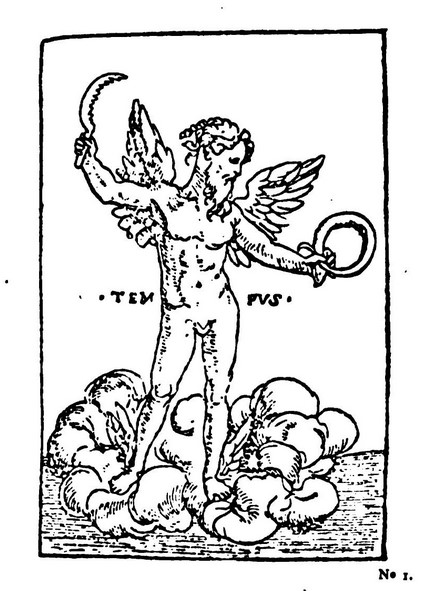
Drukmerk van Michiel Hillen van Hoogstraten

Michiel Hillen van Hoogstraten drukte en publiceerde meer dan 500 werken. Dit omvatte keizerlijke verordeningen, onder andere van Karel V, bloemlezingen van lokale wetten en gebruiken, almanakken, schoolboeken, enz. Hij drukte ook een vijftigtal humanistische werken van Erasmus. Hij produceerde verder boeken voor de Engelse en Spaanse markt. De drukkunst ontwikkelde zich vrij laat in Engeland en Nederland. Als gevolg hiervan speelde Antwerpen een belangrijke rol in de bevoorrading van de buitenlandse markt.  
Hillen bracht een Nederlandse versie uit van het verhaal Tijl Uilenspiegel. Dit boek handelt over een volksfiguur die streken uithaalt met vooral de geestelijken van die tijd. Zijn leven speelt zich af in de eerste helft van de 14e eeuw, en de laatste hoofdstukken van het hoofdstuk beschrijven zijn dood door de pest van 1350. Er zijn aanwijzingen dat het eerste werk van Uilenspiegel werd gedrukt rond de periode 1510-1512 in Straatsburg. Het is aannemelijk dat het verhaal in de 15e eeuw ontstaan is. De eerste gekende Duitse editie werd gepubliceerd in 1515 door Johann Grüninger in Straatsburg in. Michiel Hillen van Hoogstraten baseerde zijn versie niet op de Grüninger-editie, maar op een eerdere Duitse tekst die niet meer bestaat. In het verleden werd de Hillen-editie gedateerd op 1512 of 1519, maar de meest recente visie plaatst haar in de periode tussen 1525 en 1546. De Hillen-editie wordt nog steeds beschouwd als de eerste Nederlandse publicatie van het verhaal. De houtsneden waarmee ze geïllustreerd is, zijn niet in een gepolijste stijl uitgevoerd, maar zeer direct en pittoresk. Het voorblad toont Uilenspiegels vader die op een muilezel rijdt terwijl zijn zoon hem angstig vasthoudt. Op het hoofd van de muilezel staat een opstaande handspiegel met een uil erop. Dit is een verwijzing naar de naam van de held Uil-en-spiegel. In die tijd werden enkele boeken uitgegeven die tot de spiegelliteratuur behoorden (Augenspiegel). Het enige nog bestaande exemplaar van Hillens Uilenspiegel bevindt zich in de Koninklijke Bibliotheek van Denemarken in Kopenhagen. Er ontbreken enkele pagina's in dit exemplaar.

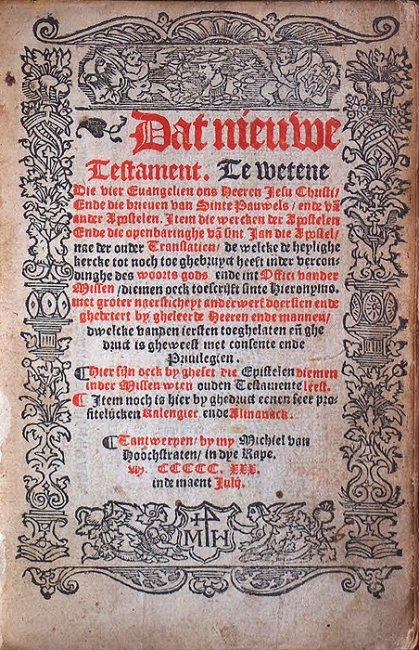
Frontblad van de Nederlandstalige versie van het Nieuwe Testament, 1530

In 1527 bracht Hillen een Nederlandse vertaling van het Nieuwe Testament uit. Het was een aangepaste versie van de Erasmus-vertaling die in 1524 werd gepubliceerd door Cornelis Lettersnijder in Delft. Hillen stemde zijn versie van het Nieuwe Testament beter af op de rooms-katholieke visie. In een herdruk uit 1530 zette hij deze trend voort en bracht hij verdere aanpassingen aan. Hij was waarschijnlijk van plan om een kerkelijk goedgekeurde tekst op te stellen in de tijd van de reformatie. Geen van deze edities werd op de Index van verboden boeken geplaatst, een lijst met publicaties die door de Heilige Congregatie voor Geloofsleer als ketters werden beschouwd of in strijd met de moraal. Dit betekende dat de katholieke kerk ze niet verbood en dat de boeken niet in aanmerking kwamen voor openbare boekverbrandingen. 
Hillen drukte ook een aantal 'ketterse' werken. Over het algemeen bleef hij een voorzichtige zakenman in vergelijking met sommige van zijn collega-drukkers. Hoewel sommige titels uit zijn catalogus op de Index van verboden boeken zijn geplaatst, lijkt het erop dat hij nooit de wetten heeft overtreden. Het is mogelijk dat zijn werken dankzij het grote volume aan uitgaven aan de aandacht van de autoriteiten zijn ontsnapt.
Veel van Hillens publicaties werden geïllustreerd met houtsneden van Dirck Vellert en Jan Swart van Groningen of gekopieerd naar werken van Hans Holbein de Jonge en enkele Franse graveurs.